# Cormocephalus albidus
Cormocephalus albidus är en mångfotingart som beskrevs av Kraepelin 1903. Cormocephalus albidus ingår i släktet Cormocephalus och familjen Scolopendridae.
Artens utbredningsområde är Madagaskar. Inga underarter finns listade i Catalogue of Life.